# ФК «Крылья Советов» в сезоне 1995
Сезон 1995 — 52-й сезон «Крыльев Советов», в том числе 30-й сезон в первом по значимости дивизионе страны (СССР/Россия).

## Достижения
26 октября Гарник Авалян забил в Сочи 800-й гол «Крыльев Советов» в высшей лиге.

## Чемпионат России
турнирная таблица
| М  | Команда        | И  | В | Н | П  | Мячи    | ±   | О  |
| -- | -------------- | -- | - | - | -- | ------- | --- | -- |
| 13 | Ростсельмаш    | 30 | 8 | 4 | 18 | 35 − 56 | −21 | 28 |
| 14 | Жемчужина      | 30 | 8 | 4 | 18 | 36 − 69 | −33 | 28 |
| 15 | Крылья Советов | 30 | 6 | 8 | 16 | 34 − 65 | −31 | 26 |
| 16 | Динамо-Газовик | 30 | 3 | 6 | 21 | 28 − 77 | −49 | 15 |

И — игры, В — выигрыши, Н — ничьи, П — проигрыши, Мячи — забитые и пропущенные голы, ± — разница голов, О — очки

результаты матчей
| 1 апреля 1995 1 тур | Локомотив (Москва) | 2:1 | Крылья Советов |  |

| 8 апреля 1995 2 тур | Крылья Советов | 0:0 | Жемчужина (Сочи) |  |

| 15 апреля 1995 3 тур | Ротор (Волгоград) | 0:0 | Крылья Советов |  |

| 29 апреля 1995 4 тур | Крылья Советов | 1:0 | Черноморец (Новороссийск) |  |

| 9 мая 1995 5 тур | Крылья Советов | 1:4 | Динамо (Москва) |  |

| 13 мая 1995 6 тур | Крылья Советов | 1:1 | Локомотив (Нижний Новгород) |  |

| 20 мая 1995 7 тур | Уралмаш (Екатеринбург) | 0:0 | Крылья Советов |  |

| 24 мая 1995 8 тур | КАМАЗ-Чаллы (Набережные Челны) | 1:0 | Крылья Советов |  |

| 27 мая 1995 9 тур | Крылья Советов | 6:3 | Динамо-Газовик (Тюмень) |  |

| 10 июня 1995 10 тур | ЦСКА (Москва) | 4:1 | Крылья Советов |  |

| 17 июня 1995 11 тур | Крылья Советов | 0:3 | Текстильщик (Камышин) |  |

| 24 июня 1995 12 тур | Ростсельмаш (Ростов-на-Дону) | 2:2 | Крылья Советов |  |

| 24 июня 1995 13 тур | Крылья Советов | 0:1 | Спартак (Владикавказ) |  |

| 1 июля 1995 14 тур | Торпедо (Москва) | 0:0 | Крылья Советов |  |

| 8 июля 1995 15 тур | Крылья Советов | 1:6 | Спартак (Москва) |  |

| 15 июля 1995 16 тур | Динамо-Газовик (Тюмень) | 3:2 | Крылья Советов |  |

| 22 июля 1995 17 тур | Крылья Советов | 2:1 | КАМАЗ-Чаллы (Набережные Челны) |  |

| 29 июля 1995 18 тур | Текстильщик (Камышин) | 1:2 | Крылья Советов |  |

| 5 августа 1995 19 тур | Крылья Советов | 1:2 | ЦСКА (Москва) |  |

| 9 августа 1995 20 тур | Спартак (Москва) | 5:1 | Крылья Советов |  |

| 19 августа 1995 21 тур | Крылья Советов | 2:6 | Ростсельмаш (Ростов-на-Дону) |  |

| 26 августа 1995 22 тур | Крылья Советов | 0:2 | Торпедо (Москва) |  |

| 30 августа 1995 23 тур | Спартак (Владикавказ) | 1:1 | Крылья Советов |  |

| 9 сентября 1995 24 тур | Крылья Советов | 3:2 | Уралмаш (Екатеринбург) |  |

| 16 сентября 1995 25 тур | Локомотив (Нижний Новгород) | 1:0 | Крылья Советов |  |

| 23 сентября 1995 26 тур | Динамо (Москва) | 4:1 | Крылья Советов |  |

| 30 сентября 1995 27 тур | Крылья Советов | 3:3 | Ротор (Волгоград) |  |

| 14 октября 1995 28 тур | Черноморец (Новороссийск) | 2:0 | Крылья Советов |  |

| 21 октября 1995 29 тур | Крылья Советов | 0:4 | Локомотив (Москва) |  |

| 26 октября 1995 30 тур | Жемчужина (Сочи) | 1:2 | Крылья Советов |  |

## Кубок России
| 4 октября 1995 1/16 финала | Иртыш (Омск) | 3:1 | Крылья Советов |  |